# Gemini (protocol)

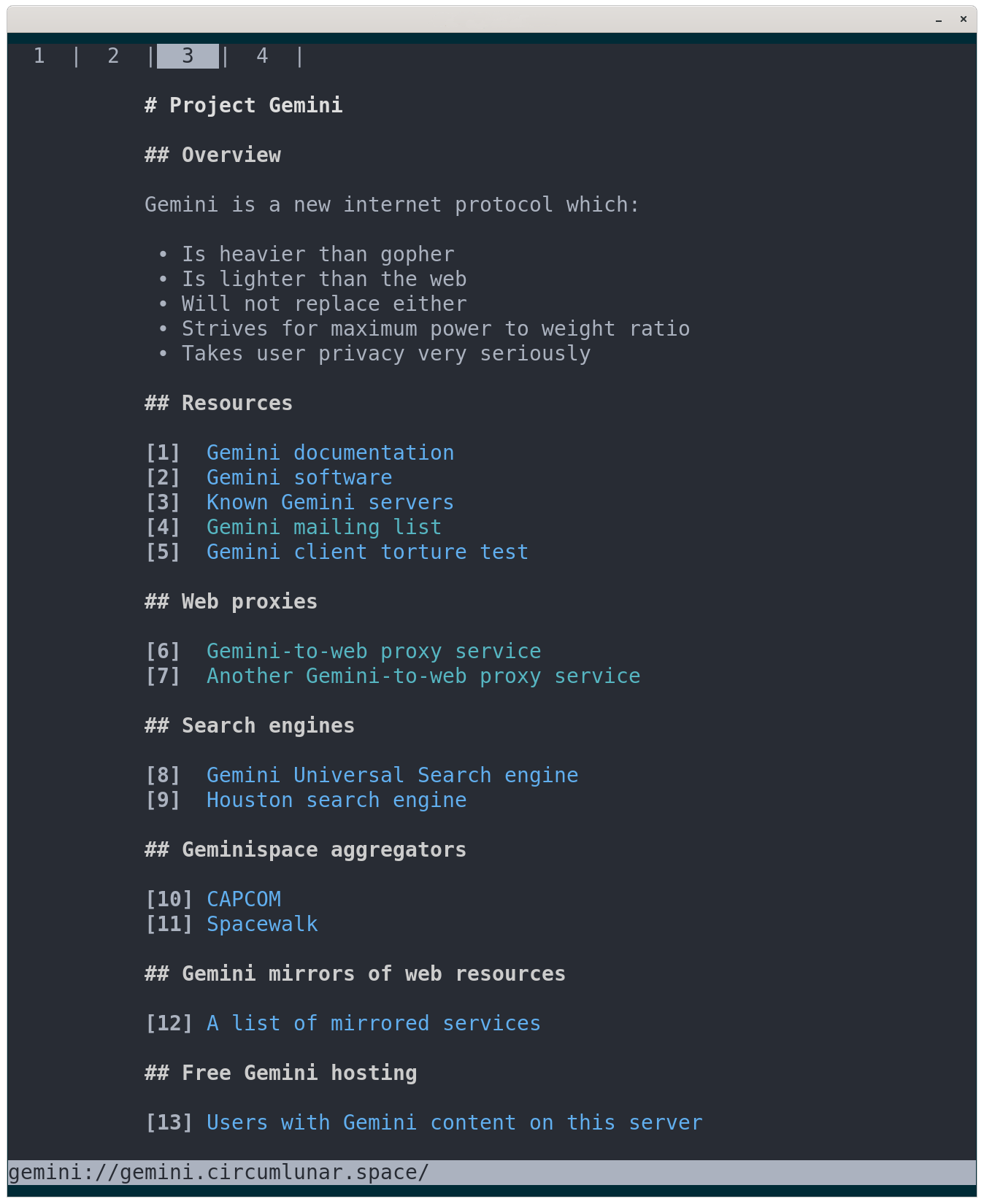
Captura de pantalla dAmfora, un client per a Gemini

Gemini és un protocol de comunicació de la capa d'aplicació d'Internet per accedir a documents remots que te per objectiu cercar la simplicitat en contraposició del protocol de transferència d'hipertext o el Gopher.Utilitza un format de document especial, anomenat gemtext, una versión simplificada de Markdown.
El projecte Gemini es va iniciar el juny de 2019 per Solderpunk. I posteriorment una comunitat informal d'usuaris ha realitzat desenvolupaments addicionals. Segons en el seu creador, Gemini no té la intenció de substituir Gopher o HTTP, sinó de coexistir amb ells. A data del 2021 encara no s'ha presentat a l'Internet Engineering Task Force per a la seva estandardització.
El seu disseny és deliberadament poc ampliable, per preservar un dels objectius fonamentals del projecte, la simplicitat. Arrel de la simplicitat del protocol i del tipus de mitjà utilitzat, s'han desenvolupat diversos navegadors Gemini.
Un altre dels pilars de Gemini és la privacitat: cada sol·licitud de connexió a Gemini és independent de les altres, per la qual cosa no hi ha manera de rastrejar a l'usuari quan navega entre diferents llocs web. Totes les connexions són segures, en forçar l'ús del xifratge TSL.
Està dissenyat dins del marc del paquet de protocol d'Internet. Igual que HTTP(S), Gemini funciona com un protocol de sol·licitud-resposta en el model de computació client-servidor. Un navegador Gemini (anàleg a un navegador web), per exemple, pot ser el client i una aplicació que s'executa en un ordinador que allotja un lloc Gemini pot ser el servidor. El client envia un missatge de petició de Gemini al servidor, i el servidor envia un missatge de resposta. Gemini utilitza una connexió separada del mateix servidor per a cada sol·licitud de recurs.
L'especificació Gemini defineix tant el protocol Gemini com el format d'arxiu natiu per a aquest protocol conegut amb el nom de "gemtext". El disseny s'inspira amb el de Gopher però amb certes millores com l'ús obligatori de la seguretat de la capa de transport (TLS) per a les connexions i un format d'hipertext com a tipus de contingut natiu.
Els recursos de Gemini són identificats i localitzats a la xarxa per Uniform Resource Locators (URL), utilitzant l'esquema URI gemini://. Una sol·licitud Gemini consisteix només d'un URL, acabat per CRLF. La capçalera d'una resposta Gemini consisteix en un codi d'estat de dos dígits, un espai, i un camp "meta", també acabat per CRLF. Si el servidor té èxit en trobar el fitxer sol·licitat, el camp "meta" és el tipus MIME del fitxer retornat i després de la capçalera segueix les dades del fitxer.
Els clients de línia d'ordres són força populars degut a la seva simplicitatja ja que és fàcil de mostrar només en format text. Però pot ser força limitat amb el contingut web. El text en el format gemtext està orientat a línies, cosa que simplifica la representació. Ofereix construccions per a titulars (tres nivells), elements de llista plana, text preformatat i línies d'enllaç, sense èmfasi en línia. Igual que amb l'hipertext HTTP, els URI es codifiquen com a hiperenllaços en documents gemtext, per tal de formar documents d'hipertext interenllaçats a la "web" de Gemini, que els usuaris anomenen Geminispace.
Geminispace és la totalitat dels recursos públics que es publiquen a Internet per la comunitat Gemini a través del protocol Gemini. Per tant, Gemini abasta una web de comunicació alternativa, amb documents hipertext que inclouen enllaços a altres recursos que l'usuari pot accedir fàcilment.
Com a alternativa als clients natius de Gemini, es poden utilitzar passarel·les Gemini a HTTP amb els navegadors web més comuns que no suporten el protocol Gemini.